# Волошки (Польща)
Волошки (пол. Wołoszki) — селище в Польщі, у гміні Піщаць Більського повіту Люблінського воєводства.

## Історія
У 1827 році в селі було 5 домів і 42 жителі.
У часи входження до Російської імперії належало до гміни Піщаць Більського повіту Сідлецької губернії. За даними етнографічної експедиції 1869—1870 років під керівництвом Павла Чубинського, населення села тоді становили винятково греко-католики, які розмовляли українською мовою. Близько 1893 року в селі налічувалося 7 домів, 47 мешканців і 146 моргів землі.
Станом на 1921 рік село Волошки належало до гміни Піщаць Більського повіту Люблінського воєводства міжвоєнної Польщі. За офіційним переписом населення Польщі 10 вересня 1921 року в селі налічувалося 10 будинків (з них 6 житлових) та 44 мешканців (20 чоловіків та 24 жінки), усі зазначені православними поляками.
За польськими підрахунками станом на 27 червня 1947 року, у громаді Волошки налічувалося 29 українців, які підлягали виселенню у північно-західні воєводства згідно з планом депортації українського населення у рамках операції «Вісла».
У 1975–1998 роках належало до Білопідляського воєводства.